# Januszowice (powiat buski)
Januszowice – wieś w Polsce położona w województwie świętokrzyskim, w powiecie buskim, w gminie Gnojno.
W latach 1975–1998 miejscowość należała administracyjnie do województwa kieleckiego.

## Historia
Wieś z rodowodem sięgającym  XII wieku skoro już w r. 1317 wymienia się Januszowice w  dokumencie dotyczącym Zagościa. Patrz historia Zagości (obecnie Stara Zagość  i Nowa Zagość) (t. XIV, s. 272).
Pierwotnie wieś stanowiła własność szpitala w Zagości - w XV wieku wieś w powiecie stopnickim. W rejestrze poborowym z r. 1579 zapisane jako „Janischowicze”, własność Anny Marchockiej, daje pobór z 7 łanów, 2 zagrodników 1 ubogiego a Wola Januszewska od 8 osad., 1 1/2 łana i 2 ubogich.

Wymienia Januszowice także Długosz w Liber beneficiorum (t. II, s. 445).
W wieku XIX opisano Januszowice jako wieś i folwark w powiecie stopnickim, gminie Grabki Duże, parafii Gnojno.
W 1827 r. było tu 10 domów, 33 mieszkańców.
W 1923 roku rozebrano tu kościół romański z XIII wieku, z którego zachowała się tylko jedna głowica.

## Dobra Januszowice - opis
Dobra Januszowice w roku 1883  składały się z folwarku Januszowice, Kaczyce i Zagrody, attynencji Grabie, Brzeście i Skadle oraz wsi: Januszowice, Kaczyce, Janowice, Zagrody, Skadle i Maciejowice, odległe od Kielc wiorst 37, od Stopnicy wiorst 14, stacja pocztowa w Chmielniku.
 
Rozległość dóbr wynosiła mórg 1877 (około 1051 ha) w tym:
- Folwark Januszowice grunta orne i ogrody mórg 230, łąk mórg 30, wody mórg 1, nieużytki i place mórg 16, razem mórg 277, budynków murowanych 1, drewnianych 4.
- Folwark Kaczyce grunta orne i ogrody mórg 488, łąk mórg 171, pastwisk mórg 17, wody mórg 10, lasu mórg 429, nieużytki i place mórg 60, razem mórg 1175, budynków drewnianych było 15.
- Folwark Zagrody grunta orne i ogrody mórg 169, łąk mórg 40, wody mórg 2, lasu mórg 200, nieużytki i place mórg 14, razem mórg 425, budynków murowanych 1, drewnianych 4 w attynencjach Grabie, Brzeście i Skadla budynków drewnianych 10.

Przez obszar przepływa rzeczka (struga) niemająca nazwy, na której były trzy młyny, dwa tartaki i dwa stawy, eksploatowano pokłady kamienia wapiennego.
 
Według danych z roku 1883 wsie w dobrach Januszowice posiadały :
- wieś Januszowice posiadała osad 13 z gruntem mórg 80,
- wieś Kaczyce osad 48, z gruntem mórg 211,
- wieś Janowice osad 18, z gruntem mórg 249,
- wieś Zagrody osad 20, z gruntem mórg 102,
- wieś Skadla osad 25, z gruntem mórg 268,
- wieś Maciejewice osad 20, z gruntem mórg 135.